# Nordmazedonisch-polnische Beziehungen
Nordmazedonisch-polnische Beziehungen sind die außenpolitischen Beziehungen zwischen Nordmazedonien und Polen. 
Polen war einer der ersten Staaten, der die Unabhängigkeit Mazedoniens nach dem Zerfall Jugoslawiens anerkannt hatte. Beide Staaten nahmen 1993 diplomatische Beziehungen auf. 
Die polnische Botschaft befindet sich in Skopje, die Nordmazedoniens in Warschau. 